# نيك يونغ (صحفي)
نيك يونغ (بالإنجليزية: Nick Young)‏ هو صحفي أمريكي، ولد في 12 ديسمبر 1948 في برينستون في الولايات المتحدة.